# Jean Van Guysse
Jean Van Guysse va ser un gimnasta artístic belga que va competir a començaments del segle xx.
El 1908 va prendre part en els Jocs Olímpics de Londres, on va disputar el concurs complet individual, però es desconeix la posició final aconseguida.
Dotze anys més tard, als Jocs d'Anvers, guanyà la medalla de plata en el concurs complet per equips del programa de gimnàstica.